# Braarudosphaera bigelowii
A Braarudosphaera bigelowii partközeli kokkolitképző egysejtű, melynek ismert fosszíliái 100 millió évvel ezelőtt jelentek meg. Az egész Föld nyílt óceánjain megtalálható.
Számos kis tengeri algához hasonlóan „pómacitózisra” – félig a sejten kívül történő fagocitózisra – képes.

## Történet
Gran és Braarud fedezték fel 1935-ben, ők Pontosphaera bigelowiinak nevezték el a Pontosphaeraceae család Pontosphaera nemzetségébe helyezve.
1972-ben J. C. Green és Leadbeater beszámoltak egy feltételezett másik fajról, mely nem rendelkezik kokkolitokkal, ezt Chrysochromulina parkeaenek nevezték el. 2013-ban Hagino et al. bebizonyították, hogy ez azonos a B. bigelowiival – 18S rRNS-ük azonos, és mindkettő rendelkezik a nitroplasztisszal.
Burnett 1998-as könyve Romeln 1979-es tanulmánya alapján hosszas B. bigelowii-virágzásról számolt be a kainozoikum elején.
2024-ben fedezték fel, hogy endoszimbionta nitroplasztisza van, mely lehetővé teszi számára a nitrogénkötést.

## Életciklus
A B. bigelowii más kokkolitképző fajokhoz hasonlóan egy meszes nem mozgó és egy nem meszes mozgó állapot közt váltakozik. Több megfigyelés szerint a meszes állapot bentikus szakasszal rendelkezik.

## Kokkolitképzés
A Braarudosphaeraceae család egysejtű partközeli fitoplanktonikus algákból áll ötfogású szimmetriájú kalcium-karbonát-tartalmú pikkelyekkel (pentalit). 12 oldala révén szabályos dodekaéderes szerkezetű, mérete mintegy 10 μm.

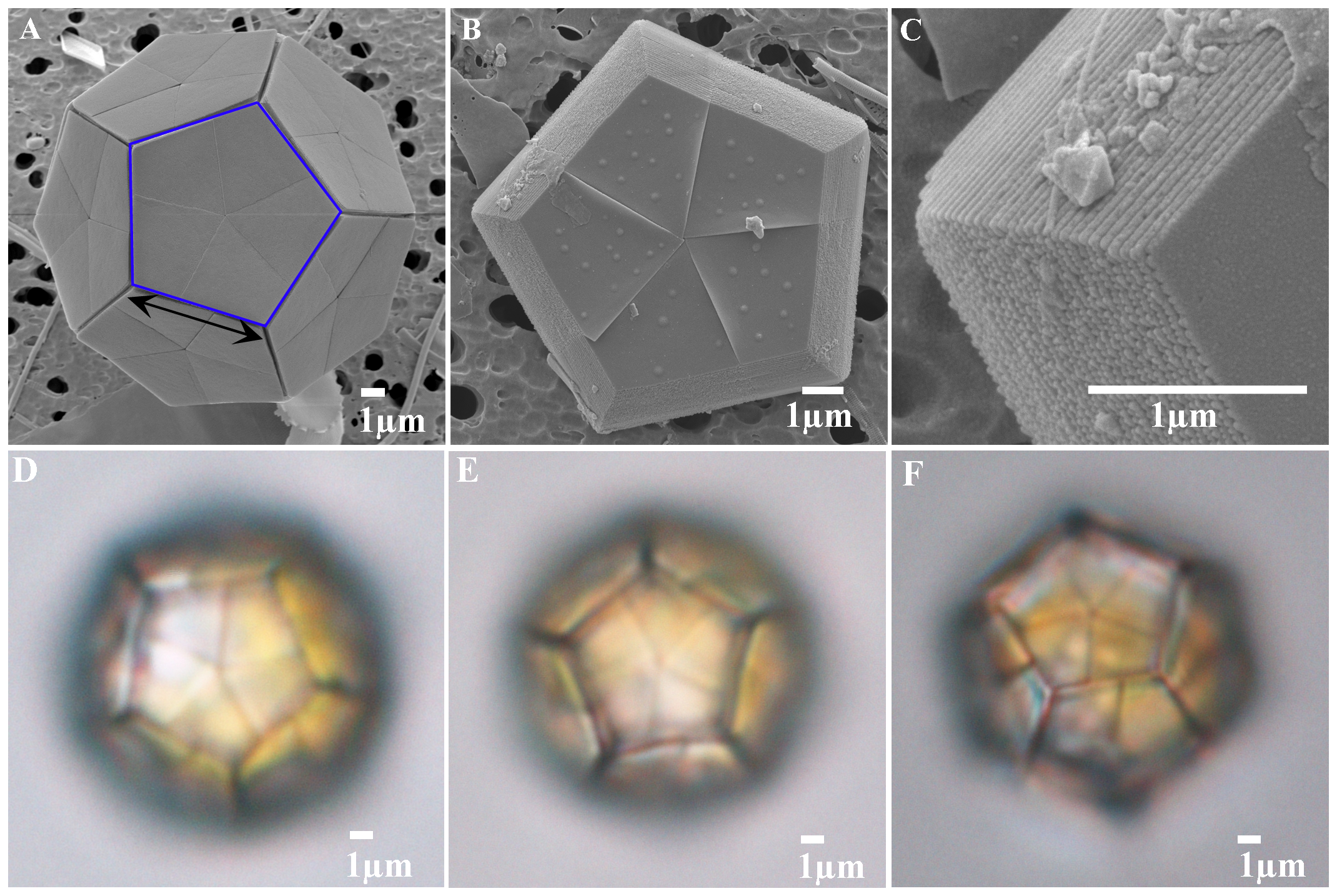
A: Pásztázó elektronmikroszkópos kép egy B. bigelowii-sejtről 12 pentalittal. A kék ötszöggel jelölt pentalit 5 trapéz alakú részből áll. A fekete nyíl az oldalhosszát jelöli. B: Egy pentalit pásztázó elektronmikroszkópos képe (proximális oldal). C: Az előző pentalit szerkezetét mutató közelkép. D–F: 3 példány fénymikroszkópos képe.

## Nitroplasztisz
A B. bigelowiiban nitroplasztisz van, mely mintegy 100 millió évvel ezelőtt alakult ki az UCYN-A2 endoszimbionta cianobaktériumból, lehetővé téve a B. bigelowiinak a nitrogén megkötését és átalakítását a sejtnövekedéshez használt anyagokká. E jelenség korábban a Rhopalodiaceae család diatómáiban is ismert volt, ahol egy nitrogénkötő, nem fotoszintetikus endoszimbionta cianobaktérium fotoszintetikus gazdájának nitrogént ad. Ezen endoszimbiózis során a nitroplasztisz által megkötött nitrogén és a B. bigelowii által fotoszintetikusan megkötött szén cserélődnek.
Gérikas Ribeiro et al. 2018-as tanulmánya szerint a B. bigelowii és az UCYN-A4 között is kapcsolat lehet.

## Név
A Braarudosphaera nemzetség Trygve Braarud norvég botanikusról, tengerbiológusról, az Oslói Egyetem kutatójáról kapta nevét.

## Fordítás
Ez a szócikk részben vagy egészben  a   Braarudosphaera bigelowii című angol Wikipédia-szócikk ezen változatának fordításán alapul.  Az eredeti cikk szerkesztőit annak laptörténete sorolja fel. Ez a jelzés csupán a megfogalmazás eredetét és a szerzői jogokat jelzi, nem szolgál a cikkben szereplő információk forrásmegjelöléseként.